# Tim Egloff
Tim Egloff (* 13. Mai 1974 in Hamburg) ist ein deutscher Schauspieler und Regisseur.

## Schauspieler
Noch vor seinem Abschluss bei Schauspiel München (1999) gab Tim Egloff sein Kinodebüt als Erpresser Detlef in Die Häupter meiner Lieben. Es folgte 2000 Marco Petrys Komödie Schule, in der er den Draufgänger André spielte. Petry engagierte ihn auch für seinen Folgefilm Die Klasse von ’99 – Schule war gestern, Leben ist jetzt (2003).
Des Weiteren hatte er Hauptrollen in TV-Filmen (Am Ende siegt die Liebe, Eine Liebe auf Mallorca) und zahlreiche Gastrollen in Serien wie Küstenwache, Bei aller Liebe, SOKO 5113 und Großstadtrevier.
2001 ging Tim Egloff als festes Ensemblemitglied ans Düsseldorfer Schauspielhaus. Dort spielte er unter anderem den Ferdinand in Kabale und Liebe, den Peer Gynt und Paul in Marius von Mayenburgs Feuergesicht. 2004 war er in der Uraufführung Nacht, inszeniert von Mikolaj Grabowski, zu sehen. Die Co-Produktion mit dem Stary Teatr Krakau wurde auf Gastspiele in Helsinki und Rom eingeladen.
2006 folgte er dem Regisseur Burkhard C. Kosminski an das Nationaltheater Mannheim. Dort war er unter anderem als Biff in Tod eines Handlungsreisenden, als Oli in Cilli Drexels Inszenierung von Ewald Palmetshofers hamlet ist tot. keine schwerkraft. und in Rafael Spregelburds Die Sturheit (Co-Produktion mit Schauspiel Frankfurt) zu sehen.
Außerdem arbeitete er mit Regisseuren wie Jürgen Gosch, Michael Simon, Florian Fiedler, Anna Badora und Gesine Danckwart zusammen.

## Regisseur
Sein Debüt als Regisseur gab Egloff 2008 am Theater Landungsbrücken Frankfurt mit der Inszenierung Bier für Frauen von Felicia Zeller. Seit 2010 ist er hauptsächlich als Regisseur tätig.
Zu seinen Inszenierungen zählen u. a. die Uraufführung Phantom (Ein Spiel) von Lutz Hübner und Sarah Nemitz, Henrik Ibsens Hedda Gabler und Peer Gynt, Glaube Liebe Hoffnung von Ödön von Horvàth, sowie Tankred Dorsts Merlin oder das wüste Land und Eine Familie von Tracy Letts.
2017 inszenierte er die Uraufführung Vereinte Nationen von Clemens Setz am Nationaltheater Mannheim. Diese Produktion wurde zu den 42. Mühlheimer Theatertagen Stücke 2017 eingeladen.
Im selben Jahr brachte er Das Heimatkleid von Kirsten Fuchs am Grips Theater Berlin zur Uraufführung und wurde damit 2018 zum Heidelberger Stückemarkt eingeladen.
Weitere Regiearbeiten waren u. a. Andorra von Max Frisch am Theater Paderborn, The Black Rider von William Burroughs, Tom Waits, Robert Willson, sowie Dürrenmatts Die Physiker am Mainfranken Theater Würzburg.
Zudem inszenierte Egloff in Schwerin, Bremerhaven, Dessau, Göttingen, Osnabrück, Hannover und St. Pölten.

## Filmografie (Auswahl)
- 1999: Poppen (Kurzfilm)
- 1999: Die Häupter meiner Lieben
- 2000: Am Ende siegt die Liebe (TV)
- 2000: Schule
- 2003: Die Klasse von ’99 – Schule war gestern, Leben ist jetzt
- 2005: Neandertal
- 2006: Dornröschen erwacht
- 2007: Tatort – In eigener Sache (TV-Reihe)
- 2013: Die Bergretter – Filmriss (TV-Serie)
- 2013: Tatort – Letzte Tage

## Theater als Schauspieler (Auswahl)
- 2001: Die Bakchen
- 2002: Kabale und Liebe (Rolle: Ferdinand)
- 2003: Die Ehe der Maria Braun (Rolle: Dr. Martin)
- 2003: Der Würgeengel (Rolle: Kevin Klein)
- 2004: Peer Gynt (Rolle: Peer Gynt)
- 2004: Draußen vor der Tür (Rolle: Der Andere)
- 2005: Feuergesicht (Rolle: Paul)
- 2005: Nacht
- 2006: Mütter
- 2006: Tod eines Handlungsreisenden (Rolle: Biff)
- 2006: Kaltes Land (Rolle: Tobias)
- 2007: Clavigo (Rolle: Carlos)
- 2007: Start Up (Rolle: Rob)
- 2007: Making of THE BAND
- 2008: Invasion!
- 2008: Die Sturheit
- 2008: Vier Millionen Türen (Rolle: Felix Brenner)
- 2009: faust hat hunger und verschluckt sich an einer grete.
- 2009: Ehemänner/Husbands
- 2009: 4x4
- 2009: Amerika
- 2009: Fratzen (Rolle: Alexander)
- 2009: hamlet ist tot. keine schwerkraft. (Rolle: Oli)
- 2010: Der Besuch der alten Dame
- 2010: Kill the katz
- 2010: Amphitryon (Rolle: Sosias)
- 2010: NORMA

## Theater als Regisseur
- 2008: Bier für Frauen, Felicia Zeller, Landungsbrücken Frankfurt
- 2009: Glaube Liebe Hoffnung, Ödön von Horváth, Landungsbrücken Frankfurt
- 2010: Die Welt ist groß und Rettung lauert überall, Ilija Trojanow, Stadttheater Bremerhaven
- 2011: Nach dem Ende, Dennis Kelly, Junges Theater Göttingen (Regie, Bühne und Kostümbild)[9]
- 2011: Mensch Wolf!, Beethoven, Mozart, Prokofiev, Orchester im Treppenhaus Hannover
- 2011: Der goldene Drache, Roland Schimmelpfennig, Stadttheater Bremerhaven[10]
- 2012: Peer Gynt, Henrik Ibsen, Junges Theater Göttingen[9]
- 2012: Sauerstoff, Iwan Wyrypajew, Landungsbrücken Frankfurt[11]
- 2012: Ab Jetzt, Alan Ayckbourn, Junges Theater Göttingen (Regie und Kostümbild)[9]
- 2012: Fleisch ist mein Gemüse, nach Heinz Strunk, Stadttheater Bremerhaven[12]
- 2013: Feelgood, Alistair Beaton, Junges Theater Göttingen[9]
- 2013: Klimaparcours (UA), Nora Mansmann, Stadttheater Bremerhaven[13]
- 2013: Das Fest, Thomas Vinterberg und Mogens Rukov, Stadttheater Bremerhaven[14]
- 2014: Herr Kolpert, David Gieselmann, Junges Theater Göttingen[9]
- 2014: Soul Kitchen (UA), nach Fatih Akin, Stadttheater Bremerhaven[15]
- 2014: Merlin oder das wüste Land, Tankred Dorst, Stadttheater Bremerhaven[16]
- 2014: Peter Pan, James Matthew Barrie, Nationaltheater Mannheim (Co-Regie mit Cilli Drexel)[17]
- 2015: Novecento, Alessandro Baricco, Stadttheater Bremerhaven[18]
- 2015: Die sieben Todsünden (UA), Elfriede Jelinek, John von Düffel, Thomas Köck, Lisa Danulat, Feridun Zaimoglu und Günter Senkel, Darja Stocker, Stadttheater Bremerhaven[19]
- 2015: Phantom (Ein Spiel) (UA), Sarah Nemitz und Lutz Hübner, Nationaltheater Mannheim[20]
- 2015: Der Räuber Hotzenplotz, Otfried Preußler, Landestheater Niederösterreich, St. Pölten[21]
- 2015: Wir sind keine Barbaren!, Philipp Löhle, Stadttheater Bremerhaven[22]
- 2017: Vereinte Nationen (UA), Clemens Setz, Nationaltheater Mannheim[23]
- 2017: Eine Familie, Tracy Letts, Stadttheater Bremerhaven[24]
- 2017: Das Heimatkleid, Kirsten Fuchs, Grips Theater Berlin[25]
- 2017: Deine Helden – meine Träume, Karen Köhler, Mecklenburgisches Staatstheater Schwerin[26]
- 2018: Hedda Gabler, Henrik Ibsen, Nationaltheater Mannheim[27]
- 2018: Der Sturm, William Shakespeare, Anhaltisches Theater Dessau[28]
- 2018: Andorra, Max Frisch, Theater Paderborn[29]
- 2018: Patricks Trick, Kristo Šagor, Mainfranken Theater Würzburg[30]
- 2019: Extremophil, Alexandra Badea, Stadttheater Bremerhaven[31]
- 2019: The Black Rider, William Burroughs, Tom Waits, Robert Wilson, Mainfranken Theater Würzburg[32]
- 2019: Fabian – Der Gang vor die Hunde, Erich Kästner, Theater Wilhelmshaven[33]
- 2019: Neue Abenteuer in der Smaragdenstadt – Der schlaue Urfin und seine Holzsoldaten, Alexander Wolkow, Mecklenburgisches Staatstheater Schwerin[34]
- 2020: Der Parasit, Friedrich Schiller, Theater Paderborn[35]
- 2020: Die Physiker, Friedrich Dürrenmatt, Mainfranken Theater Würzburg[36]
- 2021: Die Mitschuldigen, Johann Wolfgang von Goethe, Anhaltisches Theater Dessau[37]
- 2022: Auf dem Rasen, Hakim Bah, Theater Osnabrück[38]
- 2022: Jedermann (stirbt), Ferdinand Schmalz, Landesbühne Niedersachsen Nord[39]
- 2022: Für immer schön, Noah Haidle, Stadttheater Bremerhaven[40]
- 2023: Linie 1, Volker Ludwig, Grips-Theater[41]
- 2024: Ödipus, Roland Schimmelpfennig, Landesbühne Niedersachsen Nord[42]
- 2024: Ein Blick von der Brücke, Arthur Miller, Stadttheater Bremerhaven[43]